# 8558 Hack
8558 Hack eller 1995 PC är en asteroid i huvudbältet som upptäcktes den 1 augusti 1995 av de båda italienska astronomerna Andrea Boattini och Luciano Tesi vid Pian dei Termini-observatoriet. Den är uppkallad efter den italienska astrofysikern Margherita Hack.
Asteroiden har en diameter på ungefär 8 kilometer.